# Coatonia phylloniscoides
Coatonia phylloniscoides is een pissebed uit de familie Titaniidae. De wetenschappelijke naam van de soort is voor het eerst geldig gepubliceerd in 1971 door Kensley.